# محاصره اشترالزوند (۱۶۲۸)
محاصره اشترالزوند نبردی بود که طی محاصره شهر اشترالزوند بدست آلبرشت فون والنشتاین فرمانده نیروهای امپراتوری مقدس روم در جنگ سی ساله، از مه تا ۴ اوت ۱۶۲۸ درگرفت. شهر اشترالزوند توسط نیروهای دانمارک و سوئد و همچنین پشتیبانی قابل توجه اسکاتلند، حمایت می‌شد. این نبرد به سلسله پیروزی‌های والنشتاین خاتمه بخشید و به سقوط او کمک کرد. این جنگ نخستین حضور یک لشکر سوئدی در خاک آلمان بود و باعث ورود این کشور به روند جنگ سی ساله گشت.

## نگارخانه

محاصره کننده
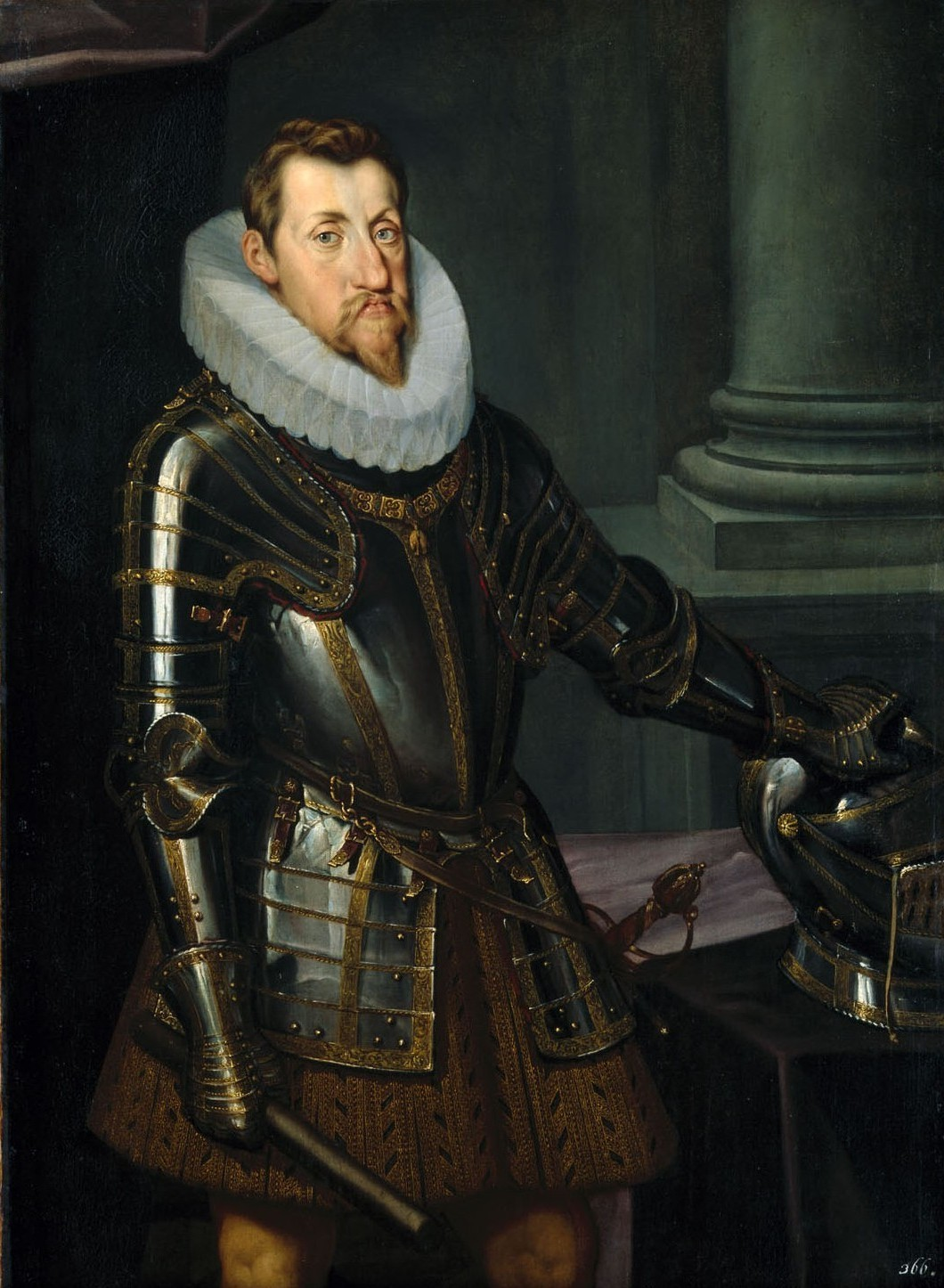
فردیناند دوم، امپراتور مقدس روم
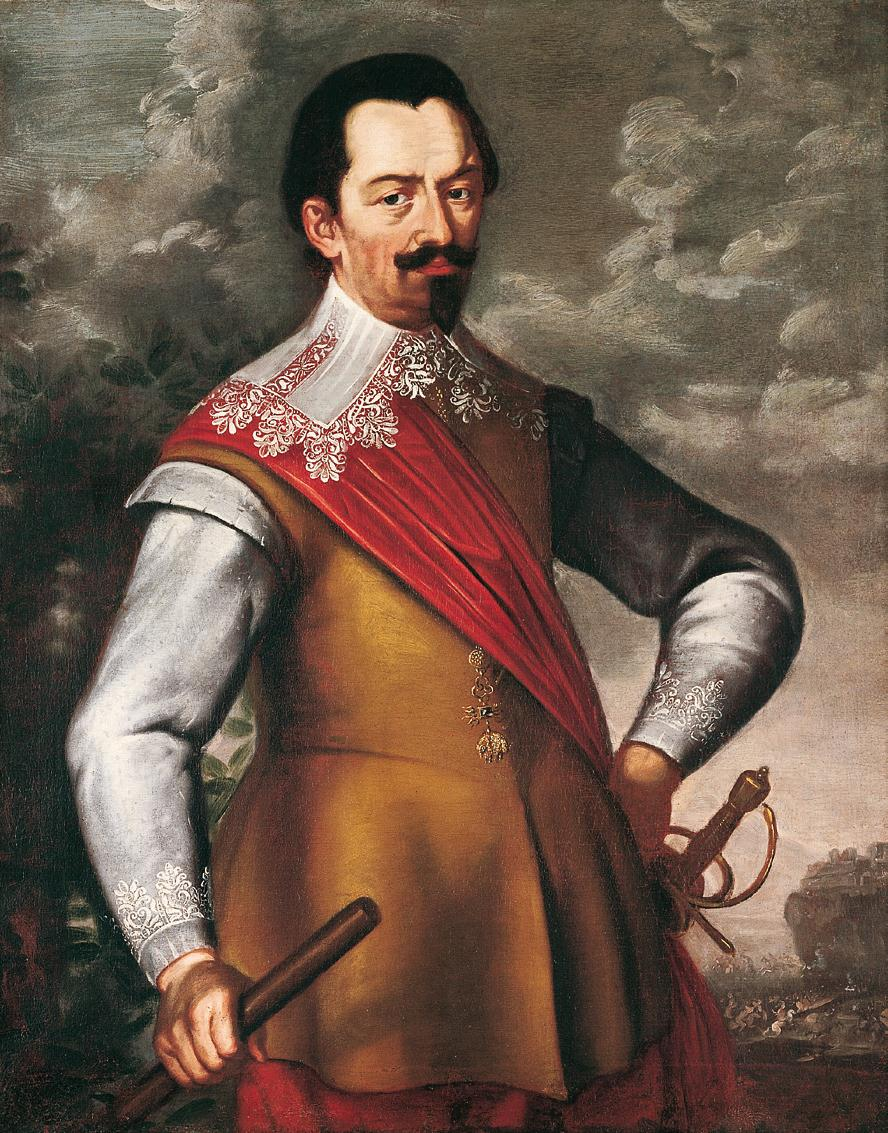
آلبرشت فون والنشتاین
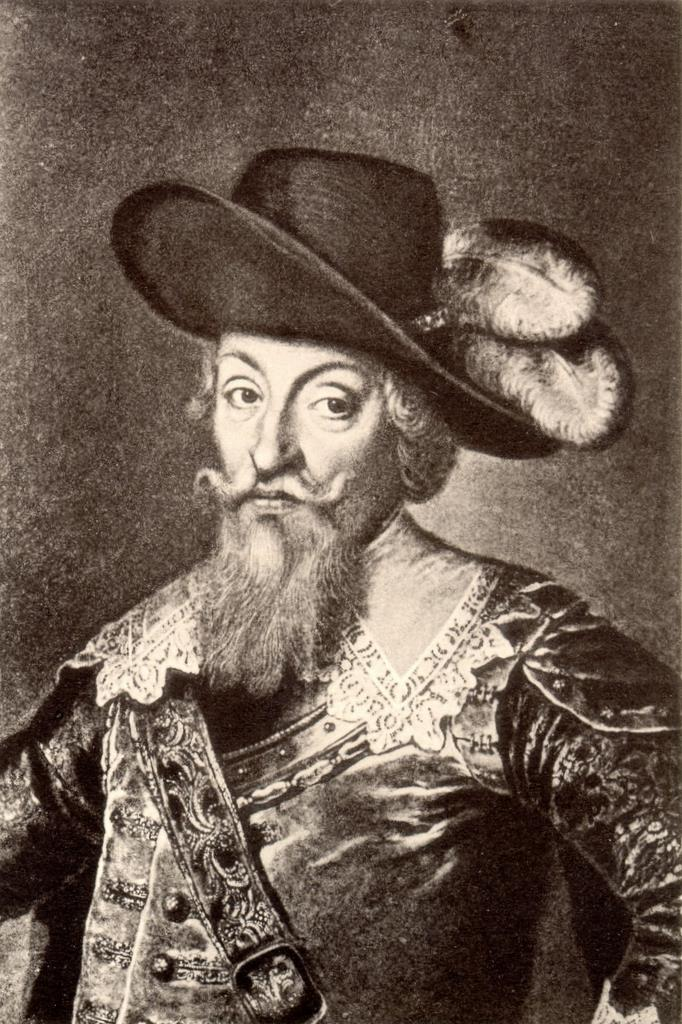
یوهان گئورگ فون آرنیم

مدافعان
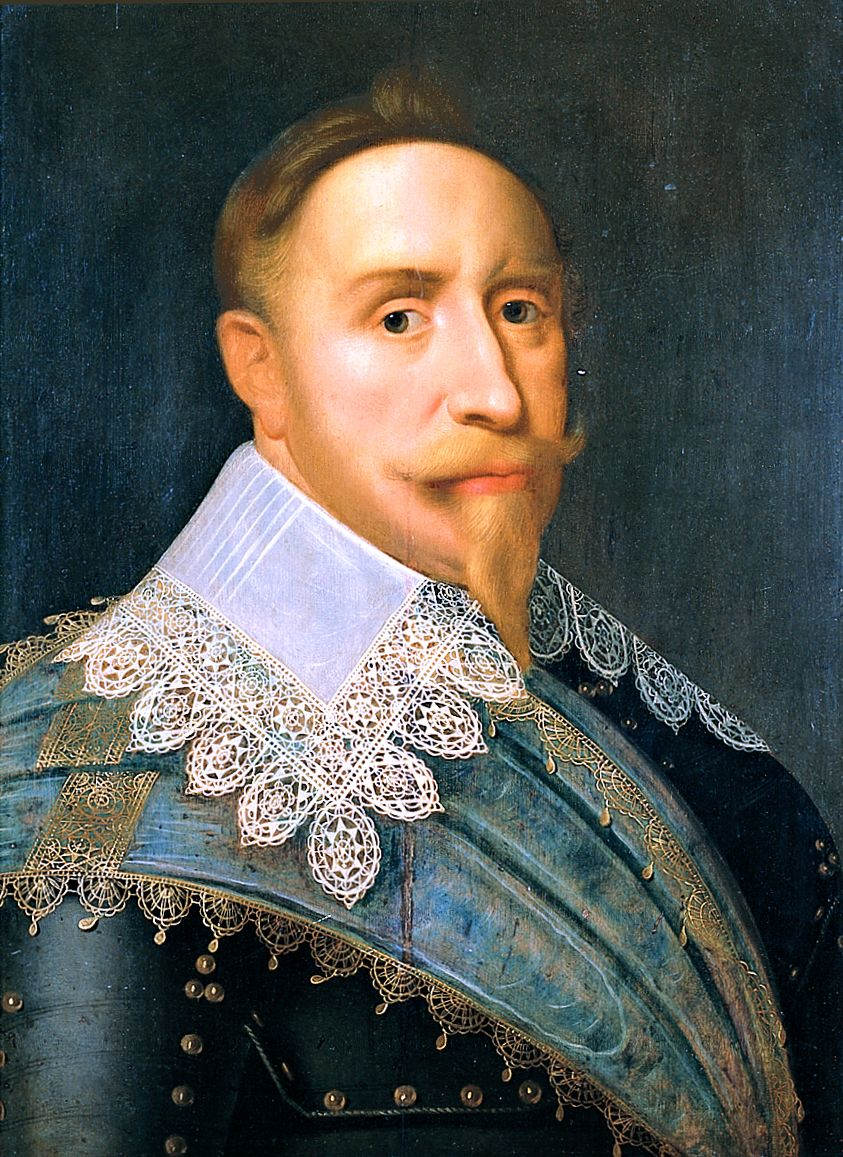
گوستاو آدولف دوم سوئد
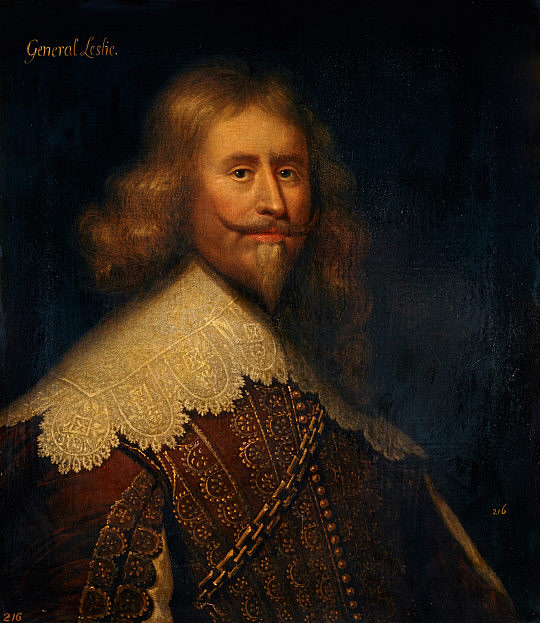
الکساندر لسلی
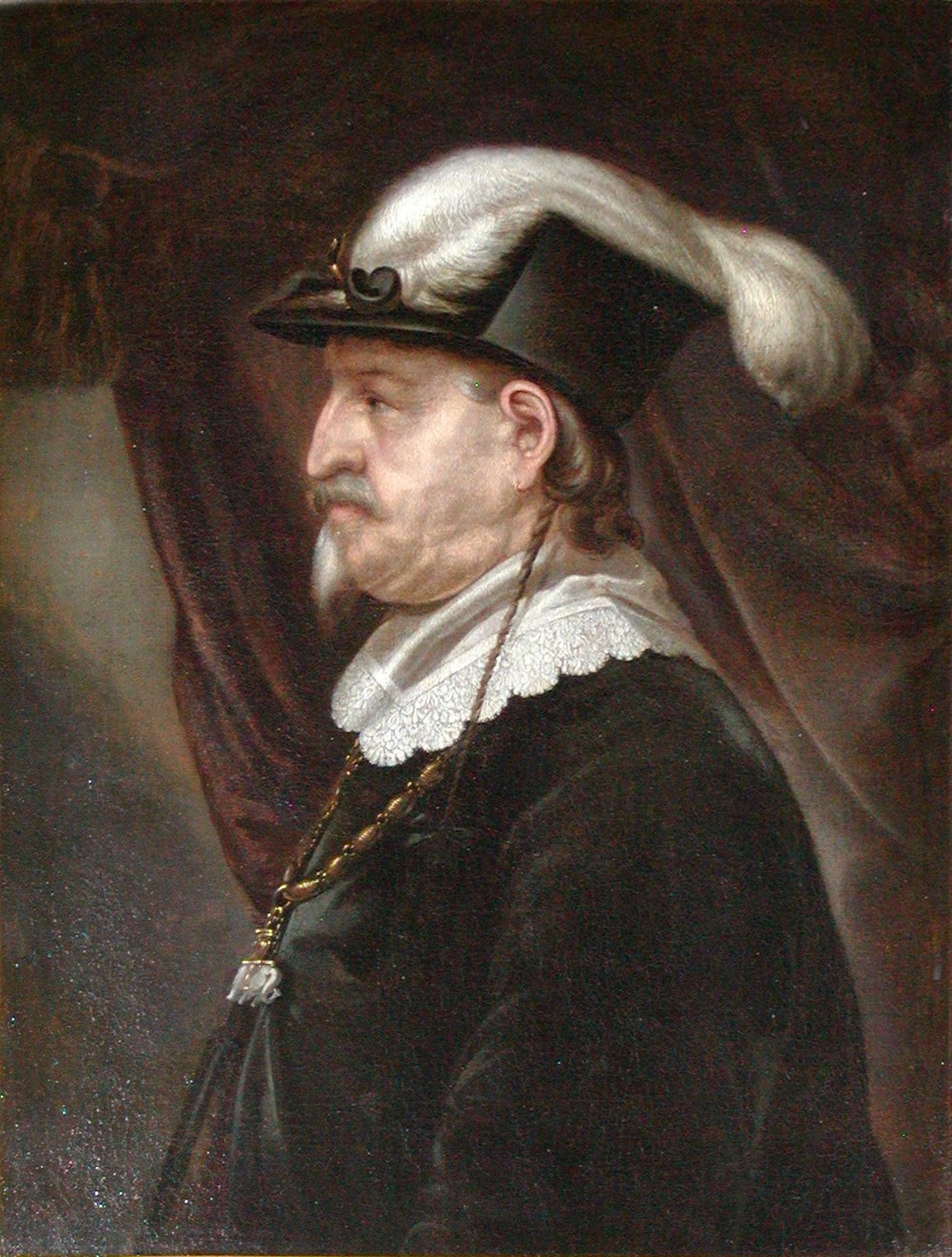
کریستیان چهارم دانمارک